# Voragonema pedunculata
Voragonema pedunculata is een hydroïdpoliep uit de familie Rhopalonematidae. De poliep komt uit het geslacht Voragonema. Voragonema pedunculata werd in 1913 voor het eerst wetenschappelijk beschreven door Bigelow. 